# کای ویزینر
کای ویزینر (آلمانی: Kai Wiesinger؛ زادهٔ ۱۶ آوریل ۱۹۶۶) هنرپیشه اهل آلمان است.
از فیلم‌ها یا برنامه‌های تلویزیونی که وی در آن نقش داشته‌است می‌توان به به دنبال حقیقت و قتل در قطار سریع‌السیر شرق اشاره کرد.